# Triregia fairburni
Triregia fairburni är en spindeldjursart. Triregia fairburni ingår i släktet Triregia och familjen Triaenonychidae.

## Underarter
Arten delas in i följande underarter:
- T. f. fairburni
- T. f. grata